# 田中浩基
田中 浩基（たなか ひろき） は、日本の総合工学者。京都大学複合原子力科学研究所教授。文部科学大臣表彰科学技術賞受賞。

## 人物・経歴
福岡大学附属大濠高等学校卒業。九州大学大学院工学研究科エネルギー量子工学専攻修士課程修了、修士（工学）。九州大学大学院工学府エネルギー量子工学専攻博士後期課程修了、博士（工学）。2004年日本原子力研究所博士研究員。2006年京都大学原子炉実験所助手。2007年京都大学原子炉実験所助教。2013年京都大学原子炉実験所特定准教授。2016年京都大学原子炉実験所准教授。2021年京都大学複合原子力科学研究所教授。

## 受賞
- 2008年 国際中性子捕捉療法学会フェアチャイルド賞[3]
- 2011年 日韓医学物理学会第11回アジアオセアニア医学物理会議ポスターアワード[3]
- 2013年 日本医学物理学会学術大会優秀研究賞[3]
- 2014年 日韓医学物理学会ポスターアワード[3]
- 2021年 文部科学大臣表彰科学技術賞（科学技術分野）[4]